# Rañín
Rañín (en aragonés Ranyín) es una localidad española dentro del municipio de La Fueva, en el Sobrarbe, provincia de Huesca, Aragón. Antiguamente pertenecía al municipio de Morillo de Monclús.

## Geografía
Rañín se encuentra sobre un altiplano de poca inclinación en las faldas occidentales de la sierra de Campanué, en la mano de dicha sierra que mira hacia La Fueva, formando parte de esta subcomarca sobrarbense. Está justo a la altura de un promontorio pequeñito que lo hace destacar entre las fincas agrícolas que lo rodean.
Al norte de Rañín, de camino al puerto de Foradada, la solana del lugar remata abruptamente en un gran valle con por la donde baja el barranco de La Usía, curso de agua principal en La Fueva.
Dispone de dos pistas asfaltadas que lo comunican una con Tierrantona (la cabecera del municipio) por Solipueyo y Buetas, y la otra con la carretera local HU-V-6442 (Tierrantona-N-260) por delante de Charo, bajando por Humo y por Alueza.

## Historia
Políticamente, Rañín era cabecera de municipio hasta el censo de 1857 y tenía ayuntamiento conjuntamente con Solipueyo y Humo de Rañín. Desde 1857 el antiguo municipio se incorporó en el municipio de Murillo de Monclús y desde la década de 1960 forma parte del municipio de La Fueva.

## Demografía
Es imprescindible especificar la fuente de los datos.
Para ello, usa el parámetro "fuente".
Para más información, consulta Plantilla:Evolución demográfica/doc.

## Urbanismo
El pueblo consta de dos manzanas de edificios y alguna vivienda diseminada.

## Lugares de interés
La iglesia de La Asunción es de origen románico, aunque debido a sus continuas reformas en los siglos XVI y XVII, apenas se puede apreciar. Conserva su ábside semicircular, sobre planta de cruz latina. Para ampliarla se le adosó dos nuevos tramos a los pies de los brazos del crucero, que sirven como naves laterales. La torre-campanario consta de tres cuerpos y se alza al noroeste del edificio.
Está consagrada a la advocación de Santa María de la Asunción.
Se guarda una imagen de la virgen María en madera de la iglesia en el Museo Diocesano de Barbastro.

## Economía
La economía es principalmente agro-ganadera, además del turismo rural.

## Fiestas
- Primer fin de semana de septiembre, Fiesta Mayor,[4] en honor a Santa María de la Asunción, que aunque es el día 15 de agosto se trasladó a septiembre. Se realiza conjuntamente con Solipueyo y Humo de Rañín.
- 8 de diciembre, fiesta de invierno, en honor a la Purísima.[4]

## Imágenes

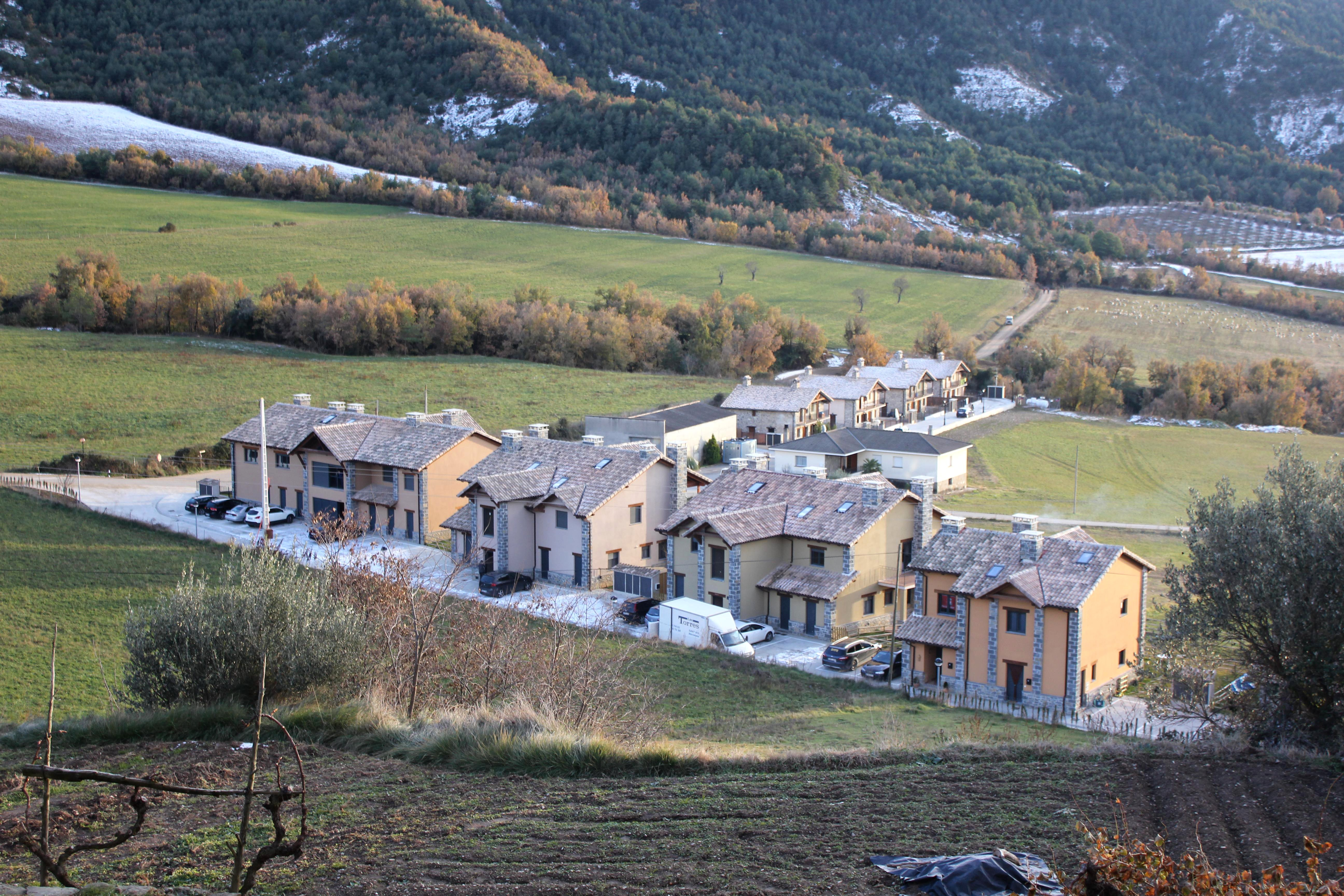
Barrio de segundas residencias de nueva construcción, en Rañín.
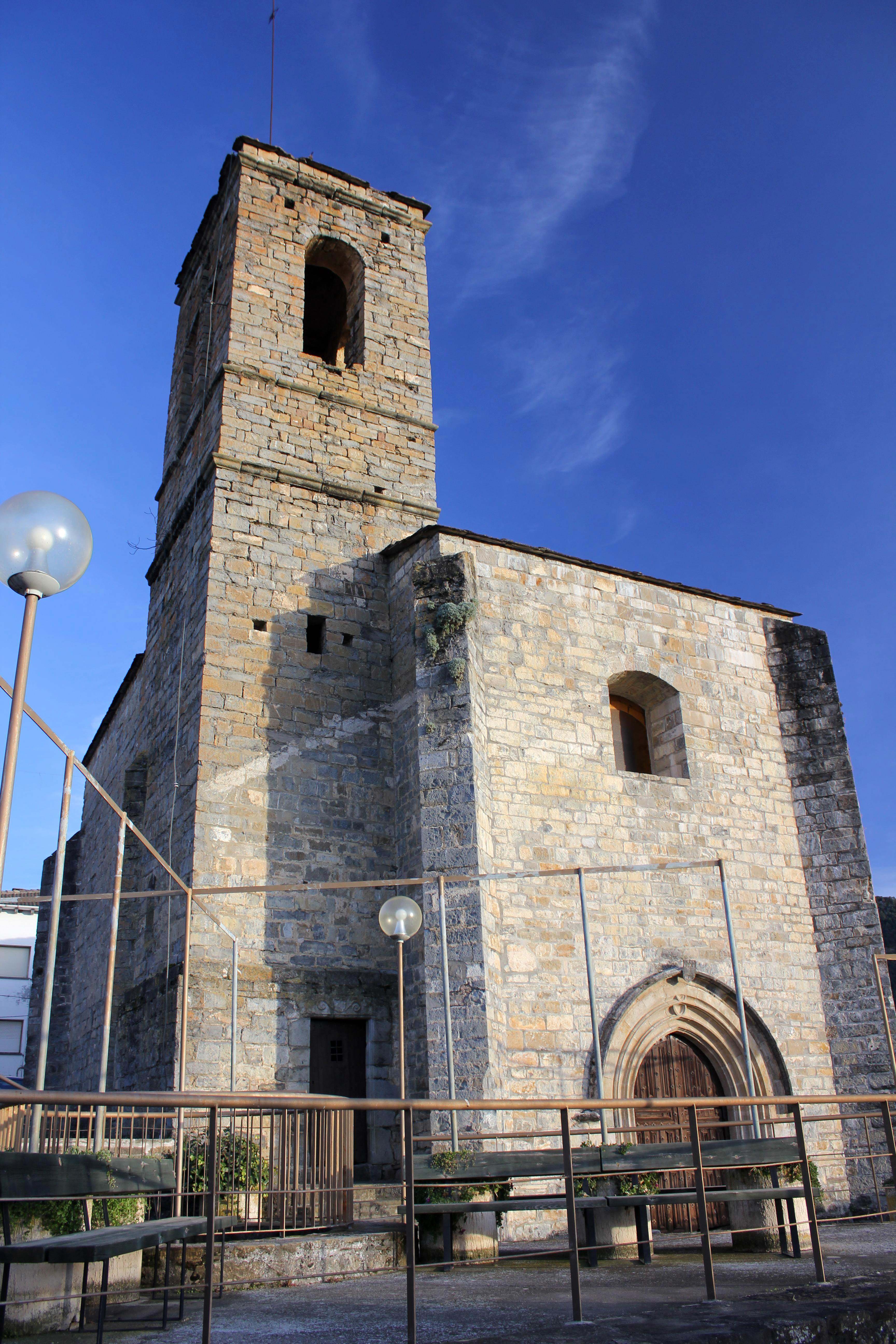
La iglesia de Santa María de la Asunción.